# Päiväkumpu
 (signalé en mai 2025).
Si vous disposez d'ouvrages ou d'articles de référence ou si vous connaissez des sites web de qualité traitant du thème abordé ici, merci de compléter l'article en donnant les références utiles à sa vérifiabilité et en les liant à la section « Notes et références ».
- Archive Wikiwix
- Bing
- Cairn
- DuckDuckGo
- E. Universalis
- Gallica
- Google
- G. Books
- G. News
- G. Scholar
- Persée
- Qwant
- (zh) Baidu
- (ru) Yandex
- (wd) trouver des œuvres sur Wikidata

Päiväkumpu (en suédois : Lövkulla) est un quartier du district de Koivukylä à Vantaa en Finlande.

## Description
Päiväkumpu est un quartier dont les quartiers voisins sont Matari au nord-ouest, Rekola et Havukoski à l'ouest, Hakkila au sud et Kuninkaanmäki à l'est derrière la Lahdenväylä.
Au nord, Päiväkumpu est bordé par le quartier résidentiel Myyras de Sipoo.

## Galerie

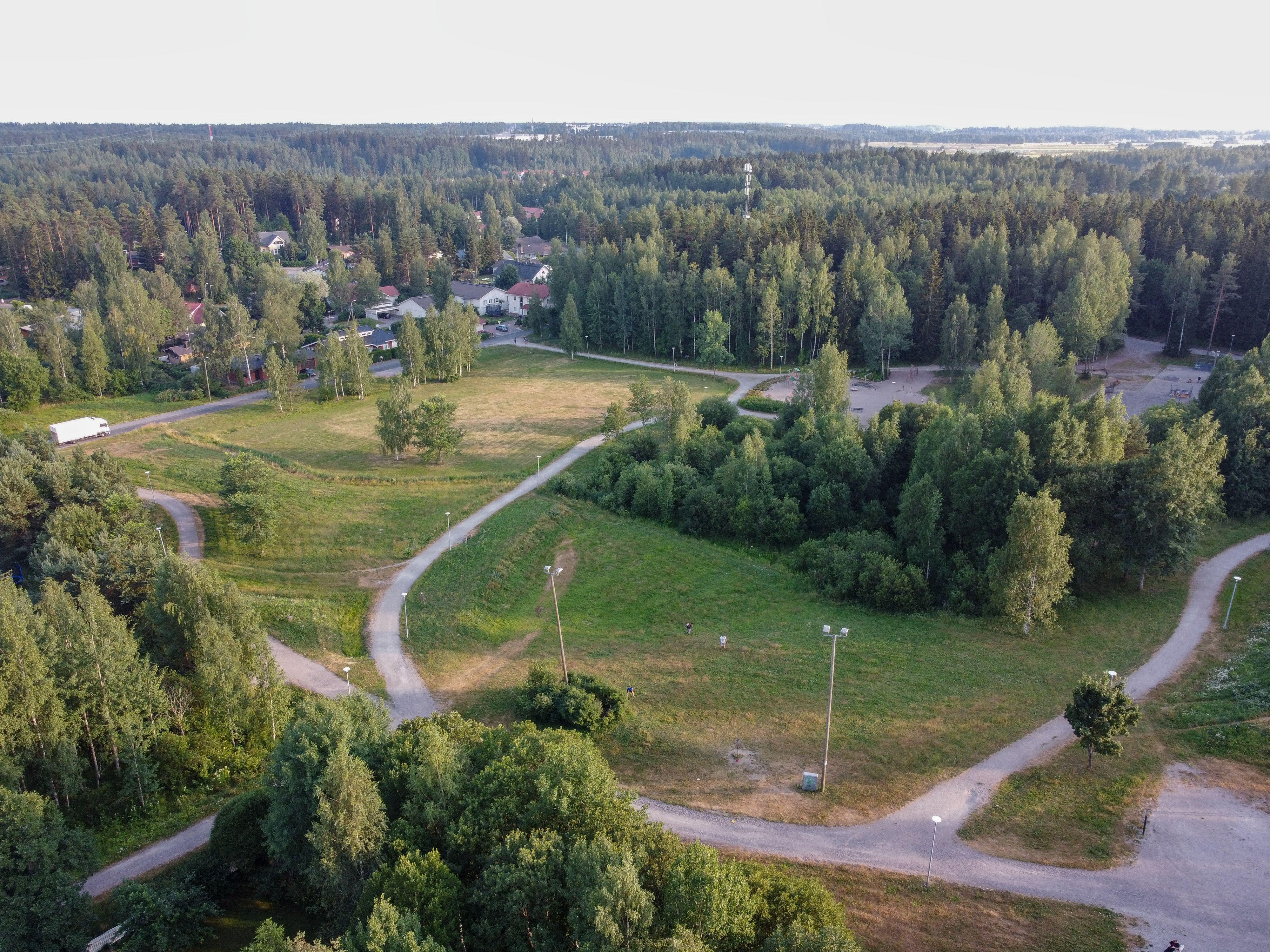
Parc Ester Koskelainen.
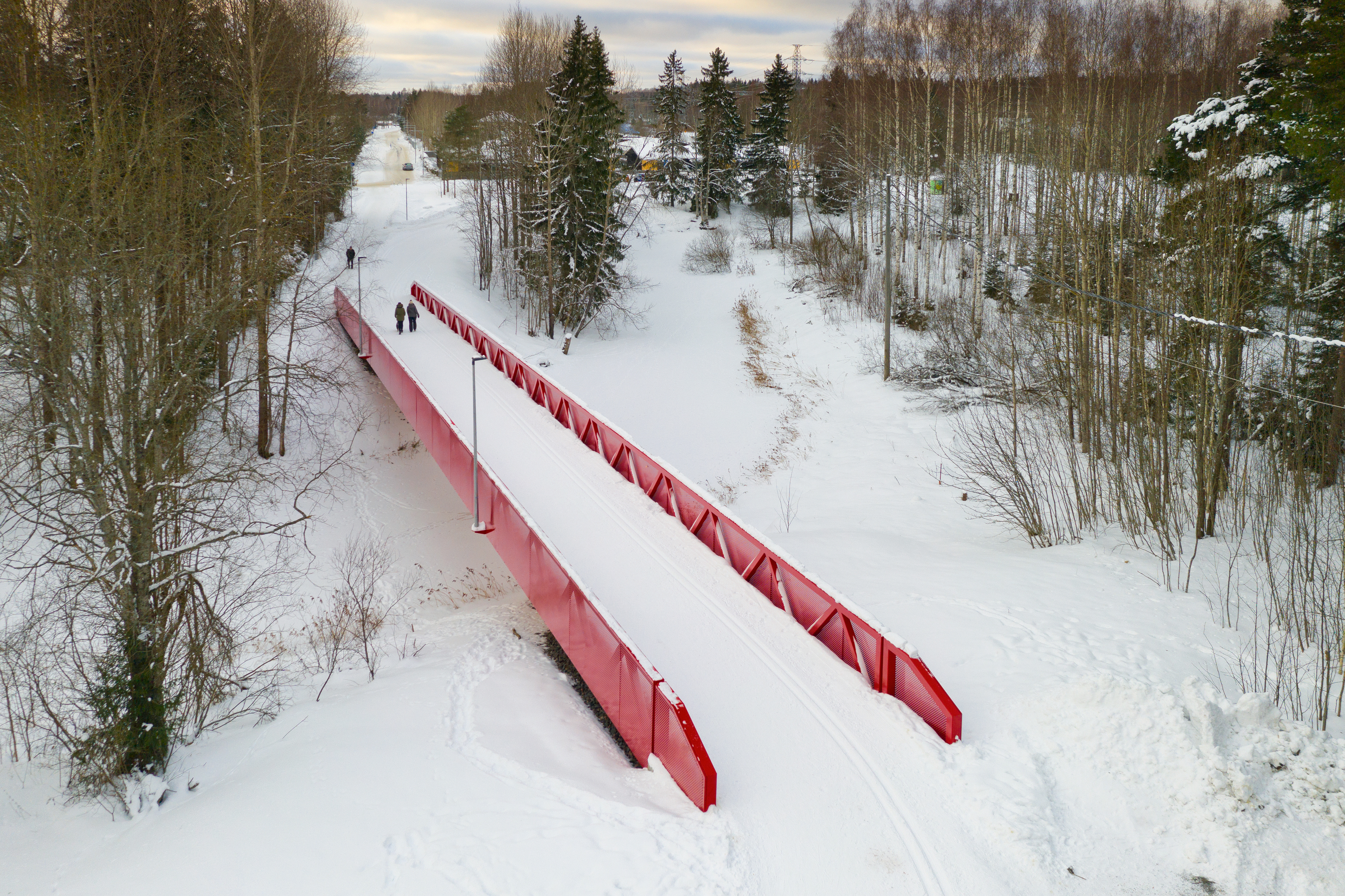
Pont du parc de Matari